# Mamara
Mamara es una localidad peruana ubicada en la región Apurímac, provincia de Grau, distrito de Mamara. Se encuentra a una altitud de 3588 m s. n. m. Tenía una población de 663 habitantes en 1993.

## Galería

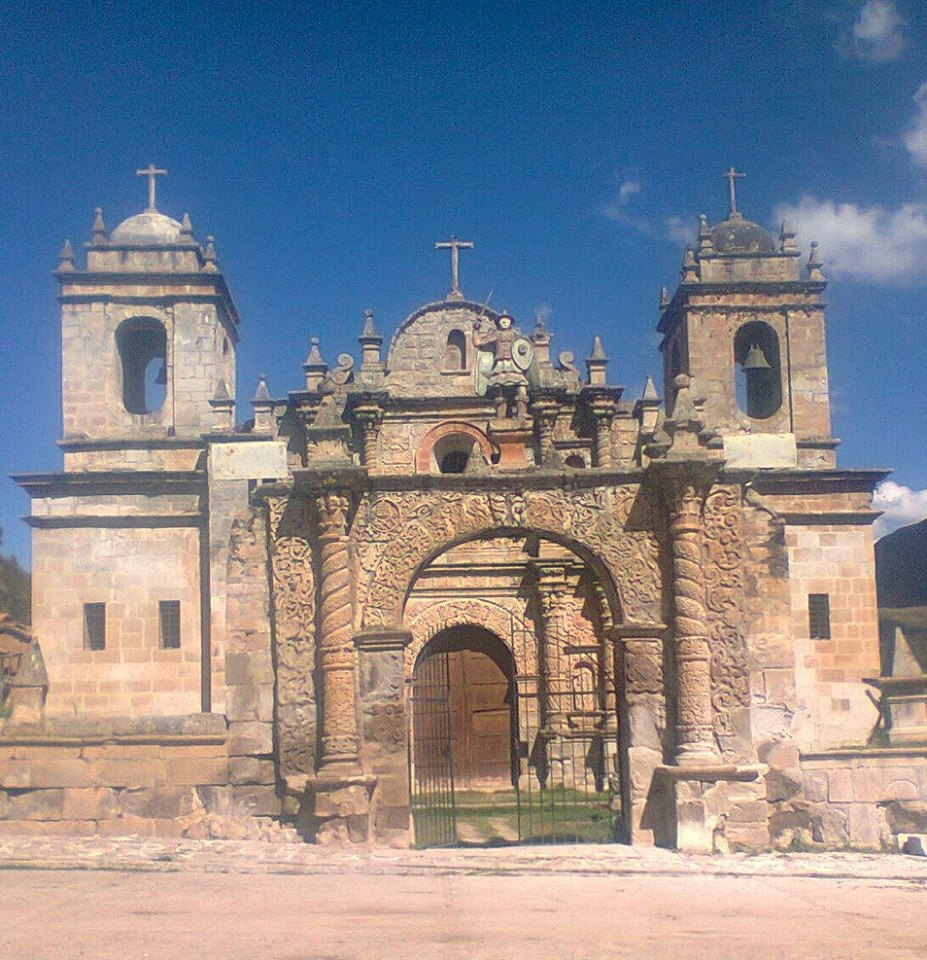
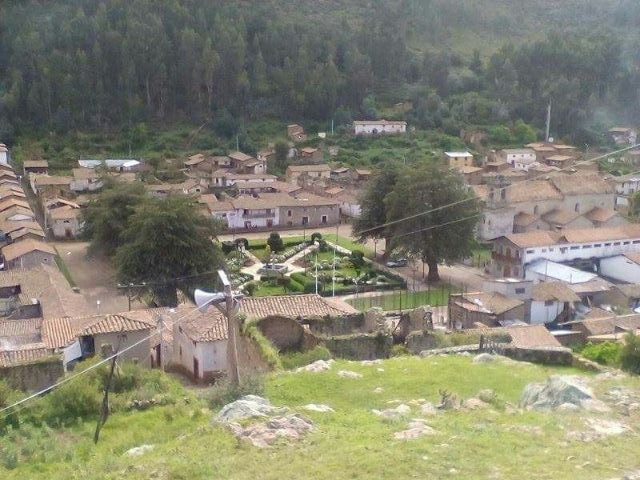
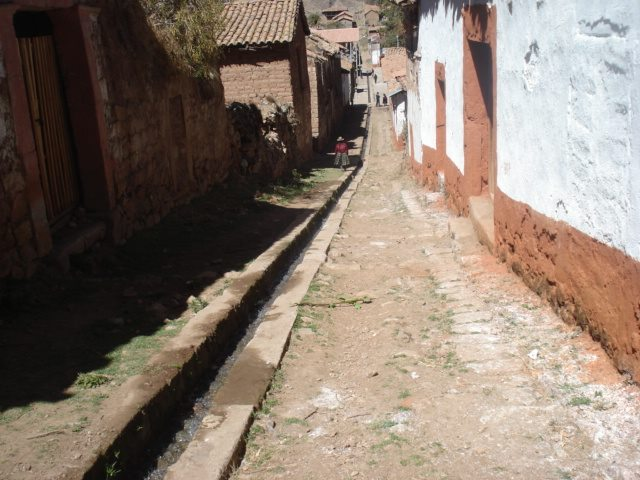
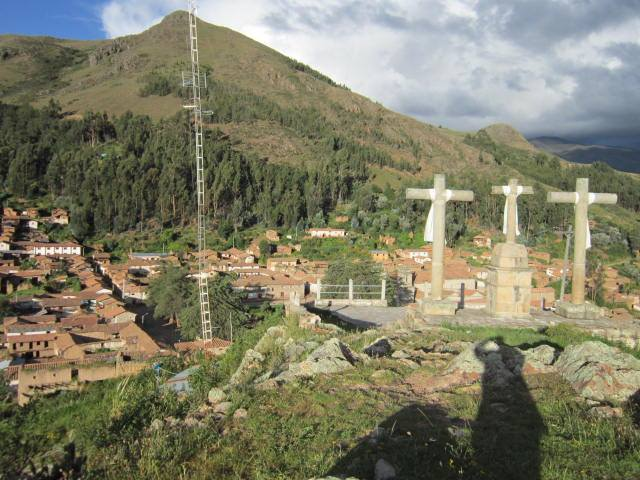

## Clima
| Parámetros climáticos promedio de Mamara | Parámetros climáticos promedio de Mamara | Parámetros climáticos promedio de Mamara | Parámetros climáticos promedio de Mamara | Parámetros climáticos promedio de Mamara | Parámetros climáticos promedio de Mamara | Parámetros climáticos promedio de Mamara | Parámetros climáticos promedio de Mamara | Parámetros climáticos promedio de Mamara | Parámetros climáticos promedio de Mamara | Parámetros climáticos promedio de Mamara | Parámetros climáticos promedio de Mamara | Parámetros climáticos promedio de Mamara | Parámetros climáticos promedio de Mamara |
| Mes                                      | Ene.                                     | Feb.                                     | Mar.                                     | Abr.                                     | May.                                     | Jun.                                     | Jul.                                     | Ago.                                     | Sep.                                     | Oct.                                     | Nov.                                     | Dic.                                     | Anual                                    |
| ---------------------------------------- | ---------------------------------------- | ---------------------------------------- | ---------------------------------------- | ---------------------------------------- | ---------------------------------------- | ---------------------------------------- | ---------------------------------------- | ---------------------------------------- | ---------------------------------------- | ---------------------------------------- | ---------------------------------------- | ---------------------------------------- | ---------------------------------------- |
| Temp. máx. media (°C)                    | 17.7                                     | 17.4                                     | 17.3                                     | 18                                       | 17.9                                     | 17.4                                     | 17.1                                     | 18.1                                     | 18.5                                     | 20.1                                     | 19.6                                     | 18.3                                     | 18.1                                     |
| Temp. media (°C)                         | 10.7                                     | 10.7                                     | 10.6                                     | 10.3                                     | 9                                        | 7.8                                      | 7.4                                      | 8.1                                      | 9.6                                      | 10.8                                     | 10.8                                     | 10.8                                     | 9.7                                      |
| Temp. mín. media (°C)                    | 3.7                                      | 4                                        | 3.9                                      | 2.6                                      | 0.2                                      | -1.7                                     | -2.3                                     | -1.9                                     | 0.8                                      | 1.6                                      | 2.1                                      | 3.4                                      | 1.4                                      |
| Fuente: climate-data.org                 |                                          |                                          |                                          |                                          |                                          |                                          |                                          |                                          |                                          |                                          |                                          |                                          |                                          |